# Carl Johan Schlyter

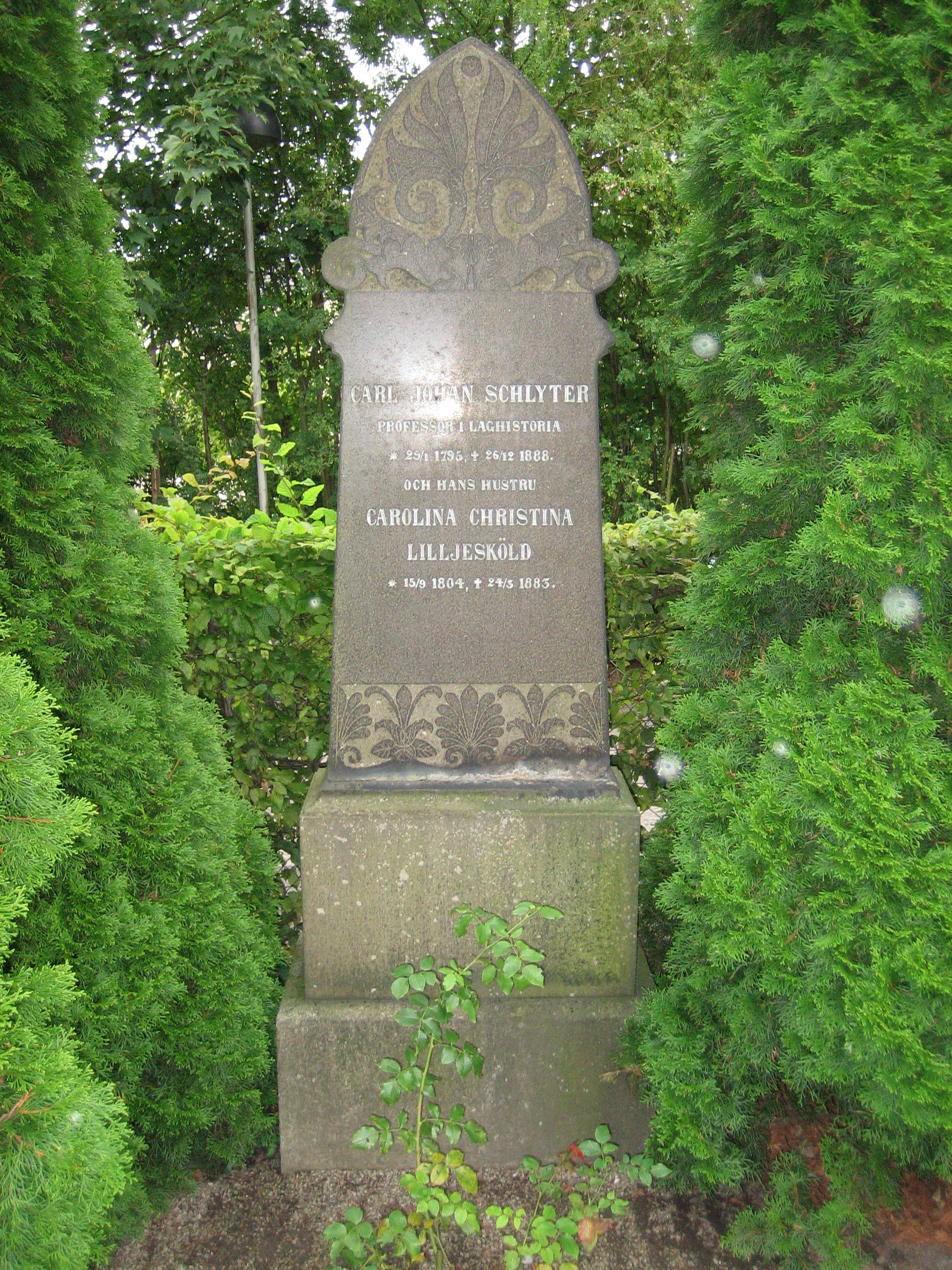
Schlyters grav på Klosterkyrkogården i Lund.

Carl Johan Schlyter, född 29 januari 1795 i Karlskrona, död 29 december 1888 i Lund, var en svensk rättslärd och lagutgivare.

## Biografi
Schlyter tillhörde en ursprungligen tysk släkt som invandrade till Danmark, medan Skåne tillhörde detta rike. Fadern var amiralitetskamreraren, senare generalkrigskommissarien K.J. Schlyter och modern var Lovisa Maria Hjelm. Sedan Schlyter 1807 tagit studentexamen i Lund, fortsatte han där, under inseende av sin svåger, adjunkten (sedermera biskopen) Wilhelm Faxe, sina studier och tog 1811 kameralexamen, 1812 examen till rättegångsverken samt 1813 kansliexamen.
År 1814 tog i Rostock magistergrad, och kallades 1816 av professor Johan Holmbergson till docent i kriminalrätt vid Lunds universitet. År 1818 avlade han där juris utriusque kandidatexamen, blev 1820 juris licentiat och promoverades samma år till juris doktor (ett på den tiden sällsynt lärdomsprov, i det Schlyter och hans promotionskamrat, Hans Samuel Collin, var de enda, som från Lunds universitets grundläggning till slutet av 1800-talet tog juris doktorsgraden där).
Han var notarie och hedersledamot i Blekingska nationen.
I avsikt att satsa på ämbetsmannabanan flyttade Schlyter samma år till Stockholm, där han 1820–22 tjänstgjorde i Justitiekanslersexpeditionen och i Svea hovrätt. År 1822 öppnade sig ett nytt verksamhetsfält för honom, då han på Johan Gabriel Richerts tillstyrkan erhöll Kungl. Maj:ts uppdrag att jämte Collin utge Sveriges gamla lagar. I sammanhang med detta uppdrag sökte Schlyter 1822 och erhöll en oavlönad adjunktur vid Lunds universitet, en befattning, som han innehade till 1835. Han och Collin publicerade den första bandet, Vestgötalagen i 1827, tillsammans med en stemma – eventuellt den första stemman.
Samma år, då han erhöll professors namn, förordnades han att i Uppsala förestå en tillämnad ny professur i laghistoria, men flyttade redan 1838 tillbaka till Lund, kallad till innehavare av professuren i allmän lagfarenhet. Han var rektor 1839–1840 och efterträdde Johan Henrik Thomander. Professuren utbytte han 1840 mot professuren i allmän laghistoria, som han förestod till 23 november 1852. Från denna tid åtnjöt han till 1876, då han erhöll avsked, ständig tjänstledighet för utgivande av landskapslagarna, vilket utgivande han efter Collins död (1833) ensam fortsatte och 1877 lyckligt avslutade. 1844–48 var Schlyter ledamot av Lagberedningen, vilken då närmast hade till uppgift att åstadkomma ny civil- och kriminallag.
Schlyter, som blev jubeldoktor både som filosofie (1865) och juris doktor (1870, båda i Lund), vann för övrigt bland vetenskapliga utmärkelser ledamotskap i Vitterhets- historie- och antikvitetsakademien (1837), Vetenskapsakademien (1856) med flera lärda sällskap. Svenska akademien tilldelade honom redan 1838 Karl Johans pris "för förtjänster om litteraturen och språket" och kallade honom 1860 enhälligt till medlem, en kallelse, som Schlyter emellertid ej mottog, huvudsakligen av det skäl, att han, som var 66 år gammal, ansåg sig behöva all sin återstående tid och alla sina krafter för avslutande, om möjligt, av det stora lagverket. Av Vetenskapsakademien erhöll han 1864 "Letterstedtska belöningen för utmärkt arbete".
Sedan 1869 var Schlyter ledamot även av Musikaliska akademien, ett erkännande av hans framstående talang som pianist. Då Svenska akademien 1886 firade sin sekularfest, tilldelade den Schlyter den ena av två med anledning av jubileet präglade, större guldmedaljer (den andra erhöll Zacharias Topelius). Svenska akadademin lät 1889 slå en minnespenning och vid sin årsfest 20 december samma år hålla minnestal över honom. Vetenskapsakademien följde i båda hänseendena exemplet 31 mars 1894.
Schlyter var djupt religiös. Hans familjs religionsbakgrund inkluderar Joachim Slüter(de), en framstående reformationspräst under 1500-talet. Tillsammans med Holmbergson tillhörde han kretsarna till den inflytelserika prosten Henric Schartau. Han publicerade Schartaus teologiska skrifter och predikningar efter Schartaus död samt översatte verk av teologen Heinrich Wilhelm Rinck. Schlyter skrev också om religiösa ämnen: han skrev och publicerade Om Bibelkommissionens omarbetade öfversättning af Nya Testamentet (1878) och en katekes för barn (1880). Schlyter gjorde en religiös dedikation i den sista volymen av sitt juridiska verk och förklarade: "Om frågan måste ställas om någon bör hedras för detta arbete, så tillkommer äran honom, honom ensam, som är mäktig i det svaga och som har gett mod och kraft till dess förverkligande".
Schlyter gifte sig med Carolina Christina Liljeschöld i Uppsala 1835. De fick sex barn: Carl Oscar Schlyter (1836–1907), Johan Vilhelm Schlyter (1837–1885), Anna Maria Helena Thyrén f. Schlyter (1839–1914), Svanhild Augusta Erichsson f. Schlyter (1841–1920), Hildegard Amalia Gadde f. Schlyter (1843–1892), och Gustaf Ragnar Schlyter (1845–1927). Veterinären Hjalmar Kinberg var hans systerson, och hans sonson Karl Schlyter (son till Gustaf Ragnar) var advokat och justitieminister.
Schlyters litterära betydelse sammanhänger på det närmaste med hans utgivande av Samling af Sweriges gamla lagar, på latin Corpus juris sveogothorum antiqui, som publicerades år 1827–1877,  (se Landskapslagar), vilken samling, 13 band, de elva sista utgivna av Schlyter ensam, utgör ett jättearbete. Schlyter ligger begravd på klosterkyrkogården i Lund.

## Övriga skrifter
- De principiis legislationis poenalis (1816)
- Tentamina ad illustrandam historiam juris scandinavici (1819)
- Anmärkningar . . . angående det fordna förhållandet mellan domare och nämnd (i tidskriften "Svea", h. l ; 2:a uppl. 1824)
- Bilagor till herr J. C. Lindblads afhandling Om dråp och mord, i anledning af den angående detta arbete förda strid (1832)
- Om laghistoriens studium och dess förhållande till rättsvetenskapens öfriga delar (1835)
- Om Sveriges äldsta indelning i landskap och landskapslagarnes upkomst (1835) *Juridiska afhandlingar (h. 1-2, 1836, 1879; h. l i ny uppl. 1891)
- Corpus iuris sueo-gotorum antiqui. Samling af Sweriges gamla lagar, Vol. 13. Lund: C. W. K. Gleerup. 1877. Libris 19433377. http://hdl.handle.net/2077/42457
- Om bibelkommissionens omarbetade översättning av Nya testamentet (1878)
- I rättstafningsfrågan: afryck ur företalet til Samling af Sveriges Gamla Lagar 13:de bandet. (Lund 1878)
  - Åtskilliga akademiska program samt smärre uppsatser i bland annat Kritische Zeitschrift für Rechtswissenschaft und Gesetzgebung des Auslandes.
  - Utgav nästan alla prosten Henric Schartaus efterlämnade arbeten.

## Priser och utmärkelser
- 1838 – Kungliga priset
- 1873 – Kommendör med stora korset av Nordstjärneorden